# Neosparassus
Genre
Neosparassus est un genre d'araignées aranéomorphes de la famille des Sparassidae.

## Distribution
Les espèces de ce genre sont endémiques d'Australie. L'espèce neosparassus magareyi se rencontre également au Rabaul en Papouasie-Nouvelle-Guinée.

## Liste des espèces
Selon World Spider Catalog (version 17.5, 20/01/2017) :
- Neosparassus calligaster (Thorell, 1870)
- Neosparassus conspicuus (L. Koch, 1875)
- Neosparassus diana (L. Koch, 1875)
- Neosparassus festivus (L. Koch, 1875)
- Neosparassus grapsus (Walckenaer, 1837)
- Neosparassus haemorrhoidalis (L. Koch, 1875)
- Neosparassus incomtus (L. Koch, 1875)
- Neosparassus inframaculatus (Hogg, 1896)
- Neosparassus macilentus (L. Koch, 1875)
- Neosparassus magareyi Hogg, 1903
- Neosparassus nitellinus (L. Koch, 1875)
- Neosparassus pallidus (L. Koch, 1875)
- Neosparassus patellatus (Karsch, 1878)
- Neosparassus pictus (L. Koch, 1875)
- Neosparassus praeclarus (L. Koch, 1875)
- Neosparassus punctatus (L. Koch, 1865)
- Neosparassus rutilus (L. Koch, 1875)
- Neosparassus salacius (L. Koch, 1875)
- Neosparassus thoracicus Hogg, 1903

## Publication originale
- Hogg, 1903 : On the Australasian spiders of the subfamily Sparassinae. Proceedings Zoological. Society, London, vol. 1902, no 2, p. 414-466 (texte intégral).